# García de Gúdal
García de Gúdal (?, 1240) fou un noble aragonès del llinatge dels Gúdal que fou bisbe d'Osca (1201-1236). Els seus nebots eren Assalit de Gúdal i Pero de Gúdal. Antic monjo del Cister, a la mort del bisbe d'Osca Ricardo el 9 d'agost del 1201, fou escollit per substituir-lo. El seu pontificat fou llarg i deixà el càrrec el 1236, després de dues butlles del Papa Gregori IX.